# 明星电影公司
明星电影公司，成立于1922年3月的上海，创办人张石川、郑正秋、周剑云等。1937年因抗战爆发而停业。先后拍摄了《孤儿救祖记》、《玉梨魂》、《火烧红莲寺》、《十字街头》等200多部影片，1934年亦曾拍攝粵語聲片《紅船外史》。是当时中国营业时间最长的电影公司。